# Pyrgus carthami
Pyrgus carthami es una especie de mariposa del género Pyrgus, categorizada en la tribu Pyrgini, de la subfamilia Pyrginae. Fue descrita por Jacob Hübner en 1813.

## Descripción
La envergadura de las alas es de 30-34 mm, siendo en promedio la hembra un poco más grande que el macho. Esta especie es típica del género y es el Pyrgus europeo más grande. La parte superior de las alas es de color marrón grisáceo. En la parte superior de las alas anteriores hay una franja basal de pelo gris y blanco y manchas blancas cuadrangulares variables, con una mancha celular en forma de sigma mayúscula griega (Σ). El ala trasera superior muestra una línea submarginal de manchas blancas y una línea posdiscal de manchas blanquecinas ovaladas. La parte inferior de las alas anteriores es más clara, de color marrón verdoso con marcas blancas, mientras que en las alas traseras hay grandes manchas marrones y blancas bordeadas de gris oscuro y un área submarginal blanca.

## Distribución
Se distribuye por Europa: Chequia (Bohemia, Moravia) y Serbia, entre otros.